# Liste der Stolpersteine in Lich
Die Liste der Stolpersteine in Lich enthält die Stolpersteine, die im Rahmen des gleichnamigen Kunst-Projekts von Gunter Demnig in Lich verlegt wurden. Mit ihnen soll an die Opfer des Nationalsozialismus erinnert werden, die in Lich lebten und wirkten.
Die letzte Verlegung fand am 20. November 2024 statt.

## Langsdorf
| Name                  | Adresse           | Bild | Inschrift | Verlegedatum  | Biografie und Anmerkungen |
| --------------------- | ----------------- | ---- | --- | ------------- | ------------------------- |
| Moritz Oppenheimer    | Im Himmerich 5 ·  |      | Hier wohnte Moritz Oppenheimer Jg. 1879 30.6.1934 vom SS-Sturm überfallen/misshandelt tödlich verletzt tot 2.7.1934 Krankenhaus Gießen | 25. Apr. 2019 |                           |
| Bertha Oppenheimer    | Im Himmerich 5 ·  |      | Hier wohnte Bertha Oppenheimer geb. Flörsheim Jg. 1883 30.6.1934 vom SS-Sturm überfallen misshandelt/verletzt Flucht USA               | 25. Apr. 2019 |                           |
| Zilly Oppenheimer     | Im Himmerich 5 ·  |      | Hier wohnte Zilly Oppenheimer verh. Meier Jg. 1907 Flucht USA                                                                          | 25. Apr. 2019 |                           |
| Hugo Oppenheimer      | Im Himmerich 5 ·  |      | Hier wohnte Hugo Oppenheimer Jg. 1908 30.6.1934 vom SS-Sturm überfallen misshandelt/verletzt Flucht USA                                | 25. Apr. 2019 |                           |
| Siegfried Oppenheimer | Im Himmerich 5 ·  |      | Hier wohnte Siegfried Oppenheimer Jg. 1912 30.6.1934 vom SS-Sturm überfallen misshandelt/verletzt Flucht USA                           | 25. Apr. 2019 |                           |
| Gerhard Oppenheimer   | Im Himmerich 5 ·  |      | Hier wohnte Gerhard Oppenheimer Jg. 1915 30.6.1934 vom SS-Sturm überfallen misshandelt/verletzt Flucht USA                             | 25. Apr. 2019 |                           |
| Isaak Nelkenstock     | Licher Pforte 1 · |      | Hier wohnte Isaak Nelkenstock Jg. 1877 30.6.1934 vom SS-Sturm überfallen/misshandelt Flucht 1937 Argentinien                           | 10. Sep. 2022 |                           |
| Siddy Nelkenstock     | Licher Pforte 1 · |      | Hier wohnte Siddy Nelkenstock verh. Lubelsky Jg. 1911 30.6.1934 vom SS-Sturm überfallen/misshandelt Flucht 1937 Argentinien            | 10. Sep. 2022 |                           |
| Sidonie Nelkenstock   | Licher Pforte 1 · |      | Hier wohnte Sidonie Nelkenstock geb. Kahn 30.6.1934 vom SS-Sturm überfallen/misshandelt unfreiwillig verzogen Butzbach tot 7.7.1937    | 10. Sep. 2022 |                           |
| Hedwig Nelkenstock    | Licher Pforte 1 · |      | Hier wohnte Hedwig Nelkenstock verh. Wertheim Jg. 1903 30.6.1934 vom SS-Sturm überfallen/misshandelt Flucht 1937 Argentinien           | 10. Sep. 2022 |                           |
| Emma Goldstein        | Oberstraße 11 ·   |      | Hier wohnte Emma Goldstein geb. Klein Jg. 1861 30.6.1934 vom SS-Sturm überfallen/misshandelt Flucht 1937 USA                           | 10. Sep. 2022 |                           |
| Siegfried Goldstein   | Oberstraße 11 ·   |      | Hier wohnte Siegfried Goldstein Jg. 1899 30.6.1934 vom SS-Sturm überfallen/misshandelt Flucht 1936 USA                                 | 10. Sep. 2022 |                           |
| Ida Goldstein         | Oberstraße 11 ·   |      | Hier wohnte Ida Goldstein verh. Strauss Jg. 1892 30.6.1934 vom SS-Sturm überfallen/misshandelt Flucht 1937 USA                         | 10. Sep. 2022 |                           |
| Julius Goldstein      | Oberstraße 11 ·   |      | Hier wohnte Julius Goldstein Jg. 1904 30.6.1934 vom SS-Sturm überfallen/misshandelt Flucht 1937 USA                                    | 10. Sep. 2022 |                           |

## Lich
| Name                      | Adresse                   | Bild | Inschrift | Verlegedatum  | Biografie und Anmerkungen |
| ------------------------- | ------------------------- | ---- | --- | ------------- | ------------------------- |
| Max Chambré               | Bahnhofstraße 6 ·         |      | Hier wohnte Max Chambré Jg. 1880 unfreiwillig verzogen 1935 Frankfurt Flucht 1939 USA                                                                                       | 17. März 2023 |                           |
| Emma Chambré              | Bahnhofstraße 6 ·         |      | Hier wohnte Emma Chambré geb. Katz-Stiefel Jg. 1885 unfreiwillig verzogen 1935 Frankfurt Flucht 1939 USA                                                                    | 17. März 2023 |                           |
| Beate Chambré             | Bahnhofstraße 6 ·         |      | Hier wohnte Beate Chambré verh. Hamburger Jg. 1911 Flucht 1933 Italien 1938 USA                                                                                             | 17. März 2023 |                           |
| Ilse Chambré              | Bahnhofstraße 6 ·         |      | Hier wohnte Ilse Chambré verh. del Monte Jg. 1919 unfreiwillig verzogen 1935 Frankfurt Flucht 1937 USA                                                                      | 17. März 2023 |                           |
| Clara Chambré             | Bahnhofstraße 6 ·         |      | Hier wohnte Clara Chambré Jg. 1884 unfreiwillig verzogen 1935 Siegen Flucht 1939 Holland interniert Westerbork deportiert 1943 Auschwitz ermordet 1.2.1943                  | 17. März 2023 |                           |
| Hermann Stiefel           | Bahnhofstraße 10 ·        |      | Hier wohnte Hermann Stiefel Jg. 1872 unfreiwillig verzogen 1935 Frankfurt a. M. Flucht 1939 Holland interniert Westerbork deportiert 1943 Sobibor ermordet 2.4.1943         | 3. Sep. 2021  |                           |
| Selma Stiefel             | Bahnhofstraße 10 ·        |      | Hier wohnte Selma Stiefel geb. Haas Jg. 1876 unfreiwillig verzogen 1935 Frankfurt a. M. Flucht 1939 Holland interniert Westerbork deportiert 1943 Sobibor ermordet 2.4.1943 | 3. Sep. 2021  |                           |
| Irma Stiefel              | Bahnhofstraße 10 ·        |      | Hier wohnte Irma Stiefel geb. Salomon Jg. 1894 unfreiwillig verzogen 1938 Frankfurt a. M. Flucht 1940 Japan 1940 USA                                                        | 3. Sep. 2021  |                           |
| Henny Stiefel             | Bahnhofstraße 10 ·        |      | Hier wohnte Henny Stiefel verh. Loeb Jg. 1908 Flucht 1934 Holland interniert Westerbork deportiert 1942 Auschwitz ermordet 17.9.1942                                        | 3. Sep. 2021  |                           |
| Louis Stiefel             | Bahnhofstraße 10 ·        |      | Hier wohnte Louis Stiefel Jg. 1873 unfreiwillig verzogen 1935 Gießen gedemütigt/entrechtet tot 14.7.1936                                                                    | 3. Sep. 2021  |                           |
| Frieda Stiefel            | Bahnhofstraße 10 ·        |      | Hier wohnte Frieda Stiefel geb. Guthmann Jg. 1874 unfreiwillig verzogen 1935 Gießen Flucht 1938 USA                                                                         | 3. Sep. 2021  |                           |
| Hans Stiefel              | Bahnhofstraße 10 ·        |      | Hier wohnte Hans Stiefel Jg. 1906 unfreiwillig verzogen 1935 Gießen Flucht 1938 USA                                                                                         | 3. Sep. 2021  |                           |
| Ida Stiefel               | Bahnhofstraße 10 ·        |      | Hier wohnte Ida Stiefel verh. Guthmann Jg. 1907 verzogen 1935 Mannheim Flucht USA                                                                                           | 3. Sep. 2021  |                           |
| Bertha Erna Stiefel       | Bahnhofstraße 10 ·        |      | Hier wohnte Bertha Erna Stiefel Jg. 1913 Flucht 1934 Holland 1938 USA | 3. Sep. 2021  |                           |
| Julius Katz               | Bahnhofstraße 16 ·        |      | Hier wohnte Julius Katz Jg. 1898 Flucht 1938 USA | 17. März 2023 |                           |
| Bernie Katz               | Bahnhofstraße 16 ·        |      | Hier wohnte Bernie Katz geb. Goldenberg Jg. 1906 Flucht 1936 USA | 17. März 2023 |                           |
| Heinz Hermann Katz        | Bahnhofstraße 16 ·        |      | Hier wohnte Heinz Hermann Katz Jg. 1931 Flucht 1936 USA | 17. März 2023 |                           |
| Veilchen Katz             | Bahnhofstraße 16 ·        |      | Hier wohnte Veilchen Katz geb. Baum Jg. 1871 Flucht 1936 USA | 17. März 2023 |                           |
| Bettchen Katz             | Bahnhofstraße 16 ·        |      | Hier wohnte Bettchen Katz Jg. 1890 Flucht 1936 USA | 17. März 2023 |                           |
| Joseph Oppenheimer        | Bahnhofstraße 19 ·        |      | Hier wohnte Joseph Oppenheimer Jg. 1885 unfreiwillig verzogen 1934 Gießen tot 2. Juli 1938                                                                                  | 17. März 2023 |                           |
| Selma Oppenheimer         | Bahnhofstraße 19 ·        |      | Hier wohnte Selma Oppenheimer geb. Stern Jg. 1887 unfreiwillig verzogen 1934 Gießen deportiert 1942 ermordet im besetzten Polen                                             | 17. März 2023 |                           |
| Blanka Oppenheimer        | Bahnhofstraße 19 ·        |      | Hier wohnte Blanka Oppenheimer verh. Fröhlich Jg. 1914 unfreiwillig verzogen 1933 Bruchsal Flucht 1936 Holland 1937 USA                                                     | 17. März 2023 |                           |
| Susi Oppenheimer          | Bahnhofstraße 19 ·        |      | Hier wohnte Susi Oppenheimer verh. Blumenthal Jg. 1920 unfreiwillig verzogen 1934 Gießen Flucht 1938 USA                                                                    | 17. März 2023 |                           |
| Martin Oppenheimer        | Bahnhofstraße 19 ·        |      | Hier wohnte Martin Oppenheimer Jg. 1924 unfreiwillig verzogen 1934 Gießen Flucht 1939 Frankreich mit Hilfe überlebt                                                         | 17. März 2023 |                           |
| Adolf Stiefel             | Bahnhofstraße 27 ·        |      | Hier wohnte Adolf Stiefel Jg. 1887 verhaftet 19.6.1938 Sachsenhausen entlassen 10.9.1938 unfreiwillig verzogen 1938 Frankfurt a. M. Flucht 1939 England 1943 USA            | 3. Sep. 2021  |                           |
| Irma Stiefel              | Bahnhofstraße 27 ·        |      | Hier wohnte Irma Stiefel Jg. 1903 verw. Oppenheim verh. Windecker unfreiwillig verzogen 1935 Frankfurt a. M. Flucht 1939 Holland interniert Westerbork mit Hilfe überlebt   | 3. Sep. 2021  |                           |
| Norbert Stiefel           | Bahnhofstraße 27 ·        |      | Hier wohnte Norbert Stiefel Jg. 1920 Flucht 1938 mit Hilfe USA | 3. Sep. 2021  |                           |
| Liesel Stiefel            | Bahnhofstraße 27 ·        |      | Hier wohnte Liesel Stiefel verh. Nathan Jg. 1926 unfreiwillig verzogen 1938 Frankfurt a. M. Flucht 1940 Japan 1940 USA                                                      | 3. Sep. 2021  |                           |
| Hermann Goldschmidt       | Braugasse 1 ·             |      | Hier wohnte Hermann Goldschmidt Jg. 1865 unfreiwillig verzogen 1936 Laubach 1939 Bad Nauheim deportiert 1942 Theresienstadt ermordet 15.10.1942                             | 26. Sep. 2023 |                           |
| Eleonore Goldschmidt      | Braugasse 1 ·             |      | Hier wohnte Eleonore Goldschmidt geb. Seliger Jg. 1875 Flucht Holland interniert 1943 Westerbork deportiert Sobibor ermordet 21.5.1943                                      | 26. Sep. 2023 |                           |
| Herbert Goldschmidt       | Braugasse 1 ·             |      | Hier wohnte Herbert Goldschmidt Jg. 1903 Flucht 1933 Holland mit Hilfe überlebt                                                                                             | 26. Sep. 2023 |                           |
| Ruth Betty Goldschmidt    | Braugasse 1 ·             |      | Hier wohnte Ruth Betty Goldschmidt Jg. 1933 Flucht 1933 Holland interniert 1943 Westerbork Mechelen deportiert Auschwitz ermordet 3.8.1943                                  | 26. Sep. 2023 |                           |
| Else Karoline Goldschmidt | Braugasse 1 ·             |      | Hier wohnte Else Karoline Goldschmidt geb. Gruner Jg. 1906 Flucht 1933 Holland interniert 1942 Westerbork deportiert Auschwitz ermordet 31.8.1942                           | 26. Sep. 2023 |                           |
| Ludwig Sommer             | Gießener Straße 9 ·       |      | Hier wohnte Ludwig Sommer Jg. 1896 deportiert 1942 ermordet im besetzten Polen                                                                                              | 3. Nov. 2021  |                           |
| Toni Sommer               | Gießener Straße 9 ·       |      | Hier wohnte Toni Sommer geb. Bing Jg. 1887 deportiert 1942 ermordet im besetzten Polen                                                                                      | 3. Nov. 2021  |                           |
| Berthel Sommer            | Gießener Straße 9 ·       |      | Hier wohnte Berthel Sommer Jg. 1926 deportiert 1942 ermordet im besetzten Polen                                                                                             | 3. Nov. 2021  |                           |
| Jakob Katz                | Gießener Straße 16 ·      |      | Hier wohnte Jakob Katz Jg. 1877 Flucht 1938 USA | 26. Sep. 2023 |                           |
| Johanna Katz              | Gießener Straße 16 ·      |      | Hier wohnte Johanna Katz geb. Ziegelstein Jg. 1887 Flucht 1938 USA | 26. Sep. 2023 |                           |
| Siegfried Katz            | Gießener Straße 16 ·      |      | Hier wohnte Siegfried Katz Jg. 1905 unfreiwillig verzogen 1933 Frankfurt/Main Flucht 1939 Holland Südafrika                                                                 | 26. Sep. 2023 |                           |
| Max Katz                  | Gießener Straße 16 ·      |      | Hier wohnte Max Katz Jg. 1908 Flucht 1936 Südafrika | 26. Sep. 2023 |                           |
| Benno Katz                | Gießener Straße 16 ·      |      | Hier wohnte Benno Katz Jg. 1911 Flucht 1935 Südafrika | 26. Sep. 2023 |                           |
| Helene Bing               | Heinrich-Neeb-Straße 2 ·  |      | Hier wohnte Helene Bing geb. Wetzstein Jg. 1888 Flucht 1936 Südafrika | 3. Nov. 2021  |                           |
| Hedwig Bing               | Heinrich-Neeb-Straße 2 ·  |      | Hier wohnte Hedwig Bing verh. Fürst Jg. 1915 Flucht 1933 Holland 1936 Südafrika                                                                                             | 3. Nov. 2021  |                           |
| Albert Bing               | Heinrich-Neeb-Straße 2 ·  |      | Hier wohnte Albert Bing Jg. 1916 Flucht 1936 Südafrika | 3. Nov. 2021  |                           |
| Siegmund Chambré          | Heinrich-Neeb-Straße 32 · |      | Hier wohnte Siegmund Chambré Jg. 1882 unfreiwillig verzogen 1935 Frankfurt Flucht 1939 USA                                                                                  | 17. März 2023 |                           |
| Johanna Chambré           | Heinrich-Neeb-Straße 32 · |      | Hier wohnte Johanna Chambré geb. Katz-Stiefel Jg. 1893 unfreiwillig verzogen 1935 Frankfurt Flucht 1939 USA                                                                 | 17. März 2023 |                           |
| Kurt Chambré              | Heinrich-Neeb-Straße 32 · |      | Hier wohnte Kurt Chambré Jg. 1921 unfreiwillig verzogen 1935 Frankfurt Flucht 1939 USA                                                                                      | 17. März 2023 |                           |
| Johanna Mayer             | Kolnhäuser Straße 15 ·    |      | Hier wohnte Johanna Mayer geb. Krämer Jg. 1878 unfreiwillig verzogen 1936 Frankfurt/Main deportiert 1941 Kowno/Kaunas Fort IX ermordet 25.11.1941                           | 26. Sep. 2023 |                           |
| Julius Bamberger          | Kolnhäuser Straße 15 ·    |      | Hier wohnte Julius Bamberger Jg. 1898 Flucht 1936 Südafrika | 26. Sep. 2023 |                           |
| Irene Bamberger           | Kolnhäuser Straße 15 ·    |      | Hier wohnte Irene Bamberger geb. Mayer Jg. 1903 unfreiwillig verzogen 1936 Frankfurt/Main Flucht 1939 Südafrika                                                             | 26. Sep. 2023 |                           |
| Renate Bamberger          | Kolnhäuser Straße 15 ·    |      | Hier wohnte Renate Bamberger Jg. 1930 unfreiwillig verzogen 1936 Frankfurt/Main Flucht 1939 Südafrika                                                                       | 26. Sep. 2023 |                           |
| Hugo Bamberger            | Kolnhäuser Straße 15 ·    |      | Hier wohnte Hugo Bamberger Jg. 1932 unfreiwillig verzogen 1936 Frankfurt/Main Flucht 1939 Südafrika                                                                         | 26. Sep. 2023 |                           |
| Mathilde Sommer           | Oberstadt 11 ·            |      | Hier wohnte Mathilde Sommer geb. Abraham Jg. 1870 unfreiwillig verzogen 1937 Frankfurt gedemütigt/entrechtet tot 26.1.1939                                                  | 3. Nov. 2021  |                           |
| Hermann Sommer            | Oberstadt 11 ·            |      | Hier wohnte Hermann Sommer Jg. 1896 verhaftet 8.11.1935 sog. Rassenschande entlassen 8.11.1936 'Schutzhaft' 1938 Buchenwald Flucht 1939 USA                                 | 3. Nov. 2021  |                           |
| Selma Ragge               | Oberstadt 11 ·            |      | Hier wohnte Selma Ragge geb. Sommer Jg. 1894 unfreiwillig verzogen 1937 Frankfurt deportiert 1942 Raasiku ermordet                                                          | 3. Nov. 2021  |                           |
| Beate Ruth Ragge          | Oberstadt 11 ·            |      | Hier wohnte Beate Ruth Ragge verh. Major Jg. 1920 unfreiwillig verzogen 1937 Frankfurt Flucht 1938 USA                                                                      | 3. Nov. 2021  |                           |
| Mathilde Isaak            | Oberstadt 13 ·            |      | Hier wohnte Mathilde Isaak Jg. 1888 deportiert 1941 Łodz/Litzmannstadt ermordet 18.2.1942                                                                                   | 19. Dez. 2019 |                           |
| Emil Isaak                | Oberstadt 13 ·            |      | Hier wohnte Emil Isaak Jg. 1887 'Schutzhaft' 1938 Buchenwald deportiert 1941 Łodz/Litzmannstadt ermordet                                                                    | 19. Dez. 2019 |                           |
| Sabine Isaak              | Oberstadt 13 ·            |      | Hier wohnte Sabine Isaak geb. Flörsheim Jg. 1897 deportiert 1941 Łodz/Litzmannstadt ermordet                                                                                | 19. Dez. 2019 |                           |
| Irma Isaak                | Oberstadt 13 ·            |      | Hier wohnte Irma Isaak verh. Lemberg Jg. 1913 Flucht 1935 USA | 19. Dez. 2019 |                           |
| Alfred Isaak              | Oberstadt 13 ·            |      | Hier wohnte Alfred Isaak Jg. 1919 Flucht 1938 USA | 19. Dez. 2019 |                           |
| Rosa Bamberger            | Oberstadt 26 ·            |      | Hier wohnte Rosa Bamberger geb. Borngässer Jg. 1868 deportiert 1942 Theresienstadt ermordet 3.5.1943                                                                        | 19. Dez. 2019 |                           |
| Ludwig Bamberger          | Oberstadt 26 ·            |      | Hier wohnte Ludwig Bamberger Jg. 1902 'Schutzhaft' 1938 Buchenwald deportiert 1942 ermordet im besetzten Polen                                                              | 19. Dez. 2019 |                           |
| Gustav Windecker          | Oberstadt 60 ·            |      | Hier wohnte Gustav Windecker Jg. 1885 deportiert 1941 Minsk ermordet | 19. Dez. 2019 |                           |
| Gertrud Windecker         | Oberstadt 60 ·            |      | Hier wohnte Gertrud Windecker Jg. 1922 deportiert 1941 Minsk ermordet | 19. Dez. 2019 |                           |
| Selma Windecker           | Oberstadt 60 ·            |      | Hier wohnte Selma Windecker geb. Ziegelstein Jg. 1888 deportiert 1941 Minsk ermordet                                                                                        | 19. Dez. 2019 |                           |
| Eduard Windecker          | Seelenhofgasse 1 ·        |      | Hier wohnte Eduard Windecker Jg. 1888 'Schutzhaft' 1938 Buchenwald deportiert 1942 Theresienstadt 1943 Auschwitz ermordet                                                   | 19. Dez. 2019 |                           |
| Helene Windecker          | Seelenhofgasse 1 ·        |      | Hier wohnte Helene Windecker geb. Weiss Jg. 1894 deportiert 1942 Theresienstadt 1943 Auschwitz ermordet                                                                     | 19. Dez. 2019 |                           |
| Karola Windecker          | Seelenhofgasse 1 ·        |      | Hier wohnte Karola Windecker verh. Leopold Jg. 1919 Flucht 1938 USA | 19. Dez. 2019 |                           |
| Inge Windecker            | Seelenhofgasse 1 ·        |      | Hier wohnte Inge Windecker Jg. 1932 deportiert 1942 Theresienstadt 1943 Auschwitz ermordet                                                                                  | 19. Dez. 2019 |                           |
| Max Chambré               | Unterstadt 7 ·            |      | Hier wohnte Max Chambré Jg. 1879 unfreiwillig verzogen 1933 Kassel Flucht 1933 Belgien interniert Mechelen deportiert 1942 ermordet in Auschwitz                            | 3. Nov. 2021  |                           |
| Emilie Chambré            | Unterstadt 7 ·            |      | Hier wohnte Emilie Chambré geb. Vöhl Jg. 1881 unfreiwillig verzogen 1933 Kassel Flucht 1933 Belgien interniert Mechelen deportiert 1942 ermordet in Auschwitz               | 3. Nov. 2021  |                           |
| Annemarie Chambré         | Unterstadt 7 ·            |      | Hier wohnte Annemarie Chambré Jg. 1918 unfreiwillig verzogen 1933 Kassel Flucht 1933 Belgien interniert Mechelen deportiert 1942 ermordet in Auschwitz                      | 3. Nov. 2021  |                           |
| Ernst-Ludwig Chambré      | Unterstadt 7 ·            |      | Hier wohnte Ernst-Ludwig Chambré Jg. 1909 Flucht 1933 Belgien 1940 Frankreich interniert St. Cyprien Flucht 1943 Palästina                                                  | 3. Nov. 2021  |                           |
| Monika Hahn               | Unterstadt 7 ·            |      | Hier wohnte Monika Hahn Jg. 1933 Flucht 1939 Belgien interniert Mechelen deportiert 1942 ermordet in Auschwitz                                                              | 3. Nov. 2021  |                           |
| Henriette Hahn            | Unterstadt 7 ·            |      | Hier wohnte Henriette Hahn geb. Chambré Jg. 1907 verzogen Berlin Flucht 1939 Belgien interniert Mechelen deportiert 1942 ermordet in Auschwitz                              | 3. Nov. 2021  |                           |

## Muschenheim
| Name                 | Adresse                | Bild | Inschrift | Verlegedatum  | Biografie und Anmerkungen |
| -------------------- | ---------------------- | ---- | --- | ------------- | ------------------------- |
| Leopold Bamberger    | Alter Rathausplatz 7 · |      | Hier wohnte Leopold Bamberger Jg. 1865 unfreiwillig verzogen Frankfurt/Main deportiert 1942 Theresienstadt ermordet 17.10.1942                               | 20. Nov. 2024 |                           |
| Jenny Bamberger      | Alter Rathausplatz 7 · |      | Hier wohnte Jenny Bamberger geb. Mayer Jg. 1877 | 20. Nov. 2024 |                           |
| Julius Bamberger     | Alter Rathausplatz 7 · |      | Hier wohnte Julius Bamberger Jg. 1897 verzogen Frankfurt/Main 'Schutzhaft' 1938 KZ Buchenwald Flucht 1939 USA                                                | 20. Nov. 2024 |                           |
| Hugo Bamberger       | Alter Rathausplatz 7 · |      | Hier wohnte Hugo Bamberger Jg. 1900 verzogen Frankfurt/Main Flucht 1938 USA                                                                                  | 20. Nov. 2024 |                           |
| Jakob Hammerschlag   | Brückgasse 7 ·         |      | Hier wohnte Jakob Hammerschlag Jg. 1855 gedemütigt/entrechtet tot 29. Nov. 1933 Muschenheim                                                                  | 20. Nov. 2024 |                           |
| Theresa Hammerschlag | Brückgasse 7 ·         |      | Hier wohnte Theresa Hammerschlag geb. Bamberger Jg. 1855 gedemütigt/entrechtet tot 11. Feb. 1935 Muschenheim                                                 | 20. Nov. 2024 |                           |
| Ernst Hammerschlag   | Brückgasse 7 ·         |      | Hier wohnte Ernst Hammerschlag Jg. 1910 'Schutzhaft' 1938 KZ Buchenwald unfreiwillig verzogen 1938 Frankfurt/Main deportiert 1942 Majdanek ermordet 8.8.1942 | 20. Nov. 2024 |                           |
| Berta Hammerschlag   | Brückgasse 7 ·         |      | Hier wohnte Berta Hammerschlag Jg. 1914 unfreiwillig verzogen Frankfurt/Main Flucht 1939 England USA                                                         | 20. Nov. 2024 |                           |